# Clytosaurus priapus
Clytosaurus priapus är en skalbaggsart som beskrevs av Thomson 1864. Clytosaurus priapus ingår i släktet Clytosaurus och familjen långhorningar. Inga underarter finns listade i Catalogue of Life.